# Старый Кишит
Старый Кишит (тат. Иске Кишет) — село в Арском районе Республики Татарстан. Входит в состав Новокишитского сельского поселения.

## География
Село расположено возле реки Семит, в 29 км к юго-западу от города Арск. Высота над уровнем моря — 132 метра.

## История
Основано не позднее периода Казанского ханства. Вблизи села сохранились каменные надгробия - эпиграфические памятники XIV век - первой половины XVI веков. В XVIII веке - первой половине XIX веков жители относились к категории государственных крестьян. Занимались земледелием, разведением скота, пчеловодством, лесозаготовительным и мукомольным промыслами, мелочной торговлей.
В «Списке населенных мест по сведениям 1859 года», изданном в 1866 году, населённый пункт упомянут как казённая деревня Старый Кишит 2-го стана Казанского уезда Казанской губернии. Располагалась при речке Семите, по правую сторону большого торгового тракта из Казани в Уржум, в 60 верстах от губернского города Казани и в 20 верстах от становой квартиры в заштатном городе Арске. В деревне в 126 дворах жили 984 человека (520 мужчин и 464 женщины). Была мечеть.
В начале XX века в Старый Кишите функционировали 2 мечети, мектеб, водяная мельница, 4 мелочные лавки. В этот период земельный надел сельской общины составлял 2004,8 десятины. До 1920 село входило в Больше-Менгерскую волость Казанского уезда Казанской губернии. С 1920 в составе Арского кантона ТАССР. С 10 августа 1930 года в Тукаевском, с 25 марта 1938 года в Атнинском, с 12 октября 1959 года в Тукаевском, с 1 февраля 1963 года в Арском.

## Демография
Численность населения села на 2010 год составляет 418 человек.
| 1782               | 1859 | 1897 | 1908 | 1920 | 1926 | 1938 | 1949 | 1958 | 1970 | 1979 | 1989 | 2002 | 2008 |
| ------------------ | ---- | ---- | ---- | ---- | ---- | ---- | ---- | ---- | ---- | ---- | ---- | ---- | ---- |
| 172 души муж. пола | 984  | 1196 | 1421 | 1215 | 1075 | 707  | 713  | 515  | 556  | 469  | 390  | 438  | 428  |

## Инфраструктура
Начальная школа, дом культуры, библиотека. Мечеть.

## Известные уроженцы
- Сафиуллин, Ганий Бекинович  (1905—1973) — советский военачальник, генерал-лейтенант (2 ноября 1944). Герой Советского Союза (26.10.1943)
- Шакиров Нур Хамзинович (р. 1946) – кандидат технических наук, генеральный директор ОАО «Казанский медико-инструментальный завод» (с 1987 г.), лауреат Государственной премии РФ, лауреат Государственной премии РТ в области науки и техники.